# Street Dogs
Gli Street Dogs sono un gruppo musicale punk rock statunitense originario di Boston e attivo dal 2002.

## Formazione
Attuale
- Mike McColgan - voce (dal 2002)
- Johnny Rioux - basso (dal 2003)
- Pete Sosa - batteria (dal 2012)
- Lenny Lashley - chitarra (dal 2013)
- Matt Pruitt - chitarra (dal 2013)

Ex membri
- Rob Guidotti - chitarra (2002–2004)
- Jeff Erna - batteria (2002–2004)
- Joe Sirois - batteria (2004–2007)
- Bill Close - basso (2002)
- Michelle Paulhus - basso (2002–2003)
- Paul Rucker - batteria (2007–2012)
- Tobe Bean III - chitarra (2005-2012)
- Marcus Hollar - chitarra (2004-2013)

## Discografia

### Album
- Savin Hill (2003)
- Back to the World (2005)
- Fading American Dream (2006)
- State of Grace (2008)
- Street Dogs (2010)
- Stand for something or die for nothing (2018)

### EP
- Demo (2002)
- Round One (split EP con The Dents) (2004)
- Street Dogs / Noi!se (split EP con Noi!se) (2014)